# 石川県立飯田高等学校
石川県立飯田高等学校（いしかわけんりつ いいだこうとうがっこう、英: Ishikawa Prefectural Iida High School）は、石川県珠洲市野々江町にある公立の高等学校。その前身を飯田高等女学校に持つ。通称は「飯高（はんこう）」。

## 設置学科
- 普通科
  - 普通コース（2年次から理系コースと文系コースの2コースに分かれる）
  - ビジネスコース（2年次から地域ビジネス、会計ビジネスの2系列に分かれる）

## 沿革
- 1912年（明治45年）4月 - 珠洲郡立実科高等女学校として開校。
- 1924年（大正13年）4月 - 県立移管し、石川県立飯田高等女学校に改称。
- 1948年（昭和23年）4月 - 学制改革により同県立飯田中学校と統合され石川県立飯田高等学校として発足、同郡飯田町吾妻町にある中学校舎が存続校舎となる。
- 1949年（昭和24年）4月 - 農業、商業、家庭の3課程を新設。
- 1953年（昭和28年）3月 - 家庭課程を廃止。
- 1965年（昭和40年）3月 - 商業課程を廃止。
- 1969年（昭和44年）3月 - 農業課程を廃止。
- 1974年（昭和49年）3月 - 珠洲市野々江町内に新校舎竣工・移転。
- 1981年（昭和56年）10月 - 第2体育館竣工（既存の体育館は第1体育館に改称）。
- 1999年（平成11年）2月 - 耐震大規模改修工事第1期完成。
- 2000年（平成12年）11月 - 同改修工事第2期完成。
- 2001年（平成13年）12月 - 同改修工事第3期完成。
- 2003年（平成15年）4月 - 2学期制を導入。
- 2004年（平成16年）7月 - 教室の冷房化。
- 2006年（平成18年）9月 - 第1体育館耐震補強工事完成。
- 2007年（平成19年）9月 - 第2体育館耐震補強工事完成。
- 2008年（平成20年）4月 - 石川県立珠洲実業高等学校を吸収統合する。また総合学科を新設し、これに学科単位制を導入。
- 2014年（平成26年）4月 - 校内公募により「飯（はん）ちゃん」「田（でん）くん」というゆるキャラが誕生。
- 2015年（平成27年）4月 - 総合学科教育カリキュラムを改定、かつ全学科を週5日授業の3学期制に移行。
- 2016年（平成28年）10月 - 校舎管理棟大規模改修完了。
- 2020年（令和2年）4月 - 総合学科の募集を停止し、普通科ビジネスコースを開設。
- 2022年（令和4年）3月 - 総合学科を閉科。
- 2024年（令和6年）1月1日 - 令和6年能登半島地震の揺れで壁の破損、廊下つなぎ部分の隆起及び破損、駐車場が陥没するなどの被害を受ける[1]。

## 部活動
- 運動部 - 野球、サッカー、バスケットボール（男・女）、バドミントン（男・女）、バレーボール（女）、ソフトテニス（男・女）、ソフトボール（女）、卓球、柔道、剣道、ウエイトリフティング、相撲
- 文化部 - 吹奏楽、芸術、茶道、英語、科学・パソコン、商業研究、JRC

## 校歌
作詞：鴻巣盛広、作曲：細川碧

## 所在地
〒927-1213 石川県珠洲市野々江町1字1番地

## 著名な関係者

### 出身者
- 駿馬赤兎（元大相撲力士）[2]